# Tiloxapolo
Il Tiloxapolo è un polimero liquido non-ionico del tipo alcol aril alchil alcool polietere. È usato come tensioattivo per aiutare la liquefazione e la rimozione di secrezioni broncopolmonari mucopurulente, somministrato per inalazione mediante un nebulizzatore o con un flusso di ossigeno. Utilizzato anche in alcuni colliri per la propria attività come surfattante.
Con iniezione intraperitoneale, il tyloxapol blocca anche l'attività plasmatica lipolitica, e quindi la ripartizione delle lipoproteine ricche di trigliceridi. Questo meccanismo viene usato per indurre iperlipidemia sperimentale negli animali.